# Дубівська селищна рада (Антрацит)
Дубівська се́лищна ра́да — орган місцевого самоврядування у складі Антрацитівської міської ради Луганської області. Адміністративний центр — селище міського типу Дубівський.

## Загальні відомості
- Дубівська селищна рада утворена в 1954 році.
- Територія ради: 2,5 км²
- Населення ради: 5 149 осіб (станом на 2001 рік)

## Населені пункти
Селищній раді підпорядковані населені пункти:
- смт Дубівський
- с. Оріхове

## Склад ради
Рада складається з 28 депутатів та голови.
- Голова ради: Поліщук Петро Лаврентійович
- Секретар ради: Петрушкевич Тамара Яківна

### Керівний склад попередніх скликань
| ПІБ                             | Основні відомості                                                                      | Дата обрання | Дата звільнення |
| ------------------------------- | -------------------------------------------------------------------------------------- | ------------ | --------------- |
| Романов Володимир Костянтинович | Селищний голова, 1940 року народження, безпартійний                                    | 26.03.2006   | 01.10.2008      |
| Поліщук Петро Лаврентійович     | Селищний голова, 1946 року народження, освіта середня спеціальна, член Партії регіонів | 15.03.2009   | 31.10.2010      |
| Поліщук Петро Лаврентійович     | Селищний голова, 1946 року народження, освіта середня спеціальна, член Партії регіонів | 31.10.2010   |                 |

Примітка: таблиця складена за даними джерела

### Депутати
За результатами місцевих виборів 2010 року депутатами ради стали:

#### За суб'єктами висування
| Суб'єкт висування | Кількість обраних депутатів | %   |
| ----------------- | --------------------------- | --- |
| Партія регіонів   | 28                          | 100 |

#### За округами
| № округу        | Прізвище, ім'я, по батькові      | Дата визнання обраним | Освіта                    | Партійна приналежність | Відомості про обраного депутата                               |
| --------------- | -------------------------------- | --------------------- | ------------------------- | ---------------------- | ------------------------------------------------------------- |
| Партія регіонів |                                  |                       |                           |                        |                                                               |
| 1               | Задорожна Тетяна Яківна          | 01.11.2010            | Освіта середня спеціальна | член Партії регіонів   | Дитячий дошкільний заклад № 22, бухгалтер                     |
| 2               | Хартнік Ольга Іванівна           | 01.11.2010            | Освіта середня            | член Партії регіонів   | ВП «Шахта Комсомольська» ДП «Антрацит», стволова поверхні     |
| 3               | Шептуха Надія Іванівна           | 01.11.2010            | Освіта середня спеціальна | член Партії регіонів   | Будинок культури «Дубівський», прибиральниця                  |
| 4               | Бєлікова Віолетта Іванівна       | 01.11.2010            | Освіта середня спеціальна | член Партії регіонів   | 5-та міська поліклініка, медична сестра                       |
| 5               | Панасюк Наталія Василівна        | 01.11.2010            | Освіта вища               | член Партії регіонів   | 5-та міська поліклініка, головний лікар                       |
| 6               | Дворченко Катерина Олександрівна | 01.11.2010            | Освіта середня спеціальна | член Партії регіонів   | Дубівська селищна рада, прибиральниця                         |
| 7               | Колесникова Олена Юріївна        | 01.11.2010            | Освіта середня спеціальна | член Партії регіонів   | Дитячий дошкільний заклад № 22, медична сестра                |
| 8               | Костєнко Тетяна Володимирівна    | 01.11.2010            | Освіта середня спеціальна | член Партії регіонів   | КП ЖЕК «Дубівський», начальник технічної ділянки              |
| 9               | Делічобан Петро Миколайович      | 01.11.2010            | Освіта середня спеціальна | член Партії регіонів   | ВП «Шахта Комсомольська» ДП «Антрацит», гірничий робтник      |
| 10              | Рябцев Сергій Олександрович      | 01.11.2010            | Освіта вища               | член Партії регіонів   | Вп «Шахта Комсомольська» ДП «Антрацит», роздатчик ВМ          |
| 11              | Алєйникова Марина Іванівна       | 01.11.2010            | Освіта вища               | член Партії регіонів   | Загальноосвітня школа № 10, вчитель                           |
| 12              | Бредіхіна Олена Василівна        | 01.11.2010            | Освіта середня спеціальна | член Партії регіонів   | 5-та міська поліклініка, завідувачка господарства             |
| 13              | Михайлова Любов Володимирівна    | 01.11.2010            | Освіта середня            | член Партії регіонів   | ВП «Шахта Комсомольська» ДП «Антрацит», комірник              |
| 14              | Молокова Тетяна Іванівна         | 01.11.2010            | Освіта середня спеціальна | член Партії регіонів   | Дубівська селищна рада, інспектор військово-облікового столу  |
| 15              | Ткаченко Ірина Григоріївна       | 01.11.2010            | Освіта вища               | член Партії регіонів   | Дубівська селищна рада, діловод                               |
| 16              | Петрушкевич Тамара Яківна        | 01.11.2010            | Освіта вища               | член Партії регіонів   | Дубівська селищна рада, секретар виконкому                    |
| 17              | Мєліхов Роман Сергійович         | 01.11.2010            | Освіта середня            | член Партії регіонів   | ВП «Шахта Комсомольська» ДП «Антрацит», гірник очисного забою |
| 18              | Шолкова Надія Миколаївна         | 01.11.2010            | Освіта середня            | член Партії регіонів   | Фельдшерсько-акушерський пункт, прибиральниця                 |
| 19              | Потокіна Раїса Олександрівна     | 01.11.2010            | Освіта середня спеціальна | член Партії регіонів   | ВП «Антрацитвантажтранс», чергова по переїзду                 |
| 20              | Ожогіна Ольга Вікторівна         | 01.11.2010            | Освіта середня спеціальна | член Партії регіонів   | Клуб «Дружба», завідувачка                                    |
| 21              | Герасименко Геннадій Андрійович  | 01.11.2010            | Освіта середня            | член Партії регіонів   | приватний підприємець                                         |
| 22              | Бєліков Віктор Іванович          | 01.11.2010            | Освіта середня спеціальна | член Партії регіонів   | пенсіонер                                                     |
| 23              | Мінаєв Володимир Іванович        | 01.11.2010            | Освіта середня            | член Партії регіонів   | пенсіонер                                                     |
| 24              | Струнін Микола Миколайович       | 01.11.2010            | Освіта вища               | член Партії регіонів   | ВП «Шахта Комсомольська» ДП «Антрацит», гірник очисного забою |
| 25              | Ковальова Ганна Валеріївна       | 01.11.2010            | Освіта середня спеціальна | член Партії регіонів   | Фельдшерсько-акушерський пункт с. Оріхове, медична сестра     |
| 26              | Остапюк Надія Федорівна          | 01.11.2010            | Освіта середня            | член Партії регіонів   | тимчасово не працює                                           |
| 27              | Тімошенко Олена Олександрівна    | 01.11.2010            | Освіта середня            | член Партії регіонів   | ТОВ «Луганськвода», оператор                                  |
| 28              | Томко Олександр Володимирович    | 01.11.2010            | Освіта середня спеціальна | член Партії регіонів   | пенсіонер                                                     |